# Cárdenas (Cuba)
Cárdenas é um município de Cuba pertencente à província de Matanzas. 